# بگو چطور شد
بگو چطور شد (Cuéntame cómo pasó) که معمولاً به Cuéntame خلاصه می‌شود یک سریال درام تاریخی تلویزیونی اسپانیایی است.